# Neoneura denticulata
Neoneura denticulata là loài chuồn chuồn trong họ Protoneuridae. Loài này được Williamson mô tả khoa học đầu tiên năm 1917.